# Ricky Rebel

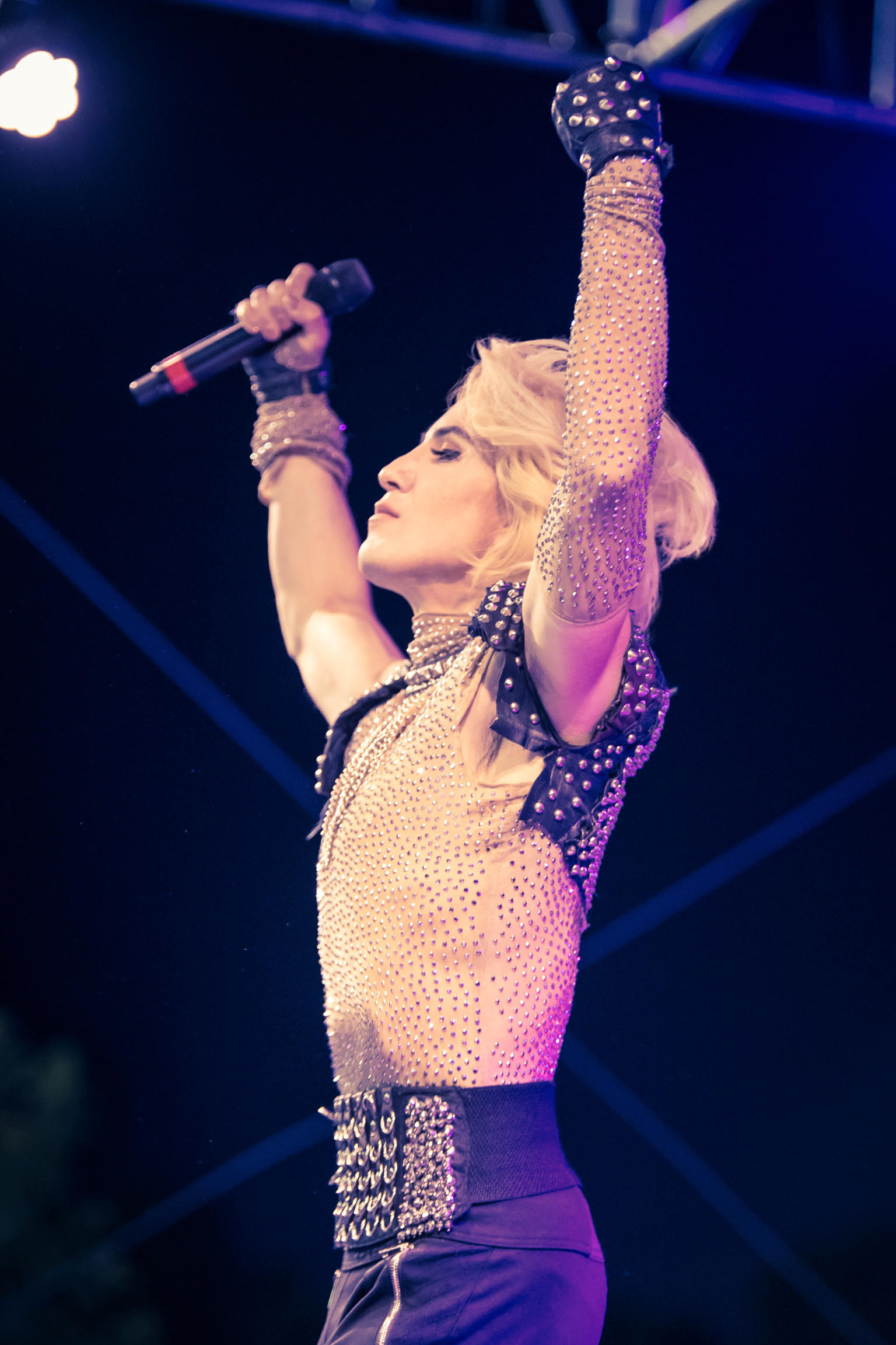
Ricky Rebel (2017)

Ricky Rebel (* 2. Dezember 1980 als Ricky Godinez in Upland, Kalifornien) ist ein US-amerikanischer Popmusiker.

## Werdegang
Der Sänger und Tänzer Ricky Godinez wurde 1996 Mitglied der US-Boyband No Authority. Trotz Auftritten im Vorprogramm von Britney Spears, 98 Degrees und anderen Popkünstlern gelangen der Band nur Achtungserfolge, Can I Get Your Number konnte sich 2000 in den Billboard Mainstream Top 40 platzieren. In Deutschland schaffte es das Quartett immerhin auf ein BRAVO-Poster. Die Band trennte sich 2003.
Godinez wurde Sänger der Band Harlow, trennte sich jedoch, da es Unstimmigkeiten mit dem Management gab. Godinez feminines Auftreten passte nicht in das Bühnenkonzept der Teenie-Band.
Seit 2010 tritt Godinez als Ricky Rebel auf und machte mit seinen Bühnenshows und androgynem Auftreten vor allem in der LGBT-Szene auf sich aufmerksam. Im selben Jahr trat er in zwei Musikvideos der Rockband My Chemical Romance auf.
Ricky Rebels erstes Solo-Album Manipulator erschien 2012, die Single Geisha Dance entwickelte sich zu einem Airplay-Hit. 2015 wurde er Werbegesicht der Kosmetikfirma Mustaev USA. Seit 2015 arbeitet Rebel mit dem DJ Hector Fonseca (Remixe für u. a. Britney Spears, Lady Gaga oder Beyoncé) zusammen, 2017 konnte Rebel zwei Singles in den US-Dance-Charts platzieren.
Bei den Grammy Awards 2019 sorgte Rebel, ähnlich wie die Musikerin Joy Villa, mit einem Pro-Donald-Trump-Outfit für Aufsehen und landesweite Presse.

## Diskografie

### Alben
- 2012: Manipulator
- 2014: The Blue Album
- 2017: The New Alpha

### Singles
- 2012: Manipulator
- 2012: Geisha Dance
- 2014: Star
- 2014: Boys & Sometimes Girls
- 2015: Star (Remix)
- 2016: Boys & Sometimes Girls (Remix)
- 2017: Time
- 2017: If You Were My Baby
- 2018: Life Is a Runaway (feat. Vivacious)
- 2019: Magic Carpet
- 2019: Sheep
- 2020: American Rebel

## Auszeichnungen
- RAWards[9]
  - 2012: „Hollywood Musician of the Year“

## Filmografie (Auswahl)
- 1999: Überall, nur nicht hier (Anywhere But Here)
- 2011: Audrina (TV-Serie)
- 2015: The Jimmy Star Show with Ron Russell (TV-Sendung, mehrere Auftritte)
- 2018: Good Morning Lala Land (TV-Sendung)
- 2019: Fox and Friends (TV-Sendung)
- 2020: Barton vs. Barton (TV-Sendung)